# André Salardaine
André Salardaine, né le 8 juin 1908 à Charron, en Charente-Maritime, et mort le 2 juin 1985 à Puilboreau dans ce même département, est un militaire et homme politique gaulliste français. Il fut maire de La Rochelle de 1959 à 1971 et député de la Charente-Maritime de 1962 à 1968

## Biographie
Fils d'un mytiliculteur des environs de La Rochelle, André Salardaine, après avoir obtenu une capacité en droit, se tourne, lui, vers une carrière de gendarme, qu'il entame en 1930, à sa sortie de l'école de Melun, et qu'il achève en 1958, avec le grade de capitaine. 
Il participe à la Seconde Guerre mondiale, à la guerre d'Indochine, puis à la guerre d'Algérie. Ses activités lui valent de nombreuses décorations : croix de guerre 1939-1945 et TOE, médaille militaire et Légion d'honneur.
Il s'engage alors en politique, du côté du gaullisme, et est élu, en 1959, maire de La Rochelle, succédant à Édouard Morch,  puis, deux ans plus tard, conseiller général, dans le canton de La Rochelle-Ouest.
En 1962, il est investi par l'UNR pour se porter candidat dans la circonscription de La Rochelle, contre le sortant de droite du CNI Alain de Lacoste-Lareymondie, partisan de l'Algérie française  et qui n'obtient que 17,5 % des voix. Salardaine, arrivé en tête du premier tour avec 48 % des voix, est très facilement élu au second, avec presque les deux tiers des suffrages exprimés.
À l'Assemblée nationale, il intervient uniquement sur les questions relatives à la mer et à la pêche, en lien avec ses mandats de député et maire de La Rochelle. Il tente ainsi vainement de doter le port de La Rochelle du statut de port autonome ou défend les intérêts des marins pour leurs droits à la retraite.
En 1965, il est réélu maire de La Rochelle et, deux ans plus tard, est reconduit comme député, mais de justesse cette-fois, puisqu'au second tour, où il est opposé à Michel Crépeau, il ne rassemble que 50,5 % des voix. Cette même année 1967, il est battu aux cantonales.
En perte de vitesse, il se voit plus ou moins imposé un passage de relais en faveur du gaulliste de gauche Philippe Dechartre, récent secrétaire d'État à l'Équipement et au Logement,  qui semble à l'état-major parisien plus à même de contrer la montée en puissance de Crépeau, et qui est effectivement élu député en 1968.
En 1971, il refuse de s'effacer devant la candidature de Philippe Dechartre, investi par l'UDR pour l'élection municipale, et mène une liste dissidente qui n'obtient cependant que 21,6 % des voix, contre 24 % à la liste officielle. La municipalité passe à gauche, avec l'élection de Michel Crépeau comme maire.
Deux ans plus tard, en 1973, c'est à nouveau sans le soutien d'aucun parti qu'il se présente aux élections législatives. Il talonne le candidat gaulliste officiel, François Blaizot, en obtenant 19 % des voix contre 21,9 %. Mais là encore, c'est Michel Crépeau qui est élu député, avec une très large avance.
Après cette date, André Sarladaine quitte la vie politique. Il s'installe à Croix-Chapeau, commune à une douzaine de kilomètres au sud-est de La Rochelle. Il se marie pour la 3e fois en 1977. Il meurt à 76 ans en 1985 à Puilboreau, dans la banlieue de La Rochelle.

## Mandats électoraux
- Maire de La Rochelle du 8 mars 1959 au 14 mars 1971.
- Député de la première circonscription de la Charente-Maritime du 25 novembre 1962 au 2 avril 1967.